# Општина Костинешти (Констанца)
Костинешти (рум. Costineşti) општина је у Румунији у округу Констанца.
Oпштина се налази на надморској висини од 4 m.